# Wimm-Bill-Dann Foods
Wimm-Bill-Dann Foods (abgekürzt: WBD Foods; russ. Вимм-Билль-Данн Продукты питания) ist ein Nahrungsmittelunternehmen aus Russland mit Firmensitz in Moskau. Das Unternehmen ist an der Moskauer Börse gelistet.
WBD Foods, gegründet 1992, ist ein führender Anbieter von Nahrungsmitteln in Russland. Das Unternehmen hat 34 Standorte in Russland und beschäftigt rund 18.000 Mitarbeiter (Stand: 2006).
2010 übernahm PepsiCo 66 % der Anteile an WBD Foods für eine Summe von 3,8 Milliarden US-Dollar.

## Geschichte
Das Unternehmen wurde 1992 von Sergei Plastinin (dem Vater der Modedesignerin Kira Plastinina) und Mikhail Dubinin gegründet. Das Unternehmen begann mit einer gepachteten Saftabfüllanlage und einem Kredit von 50.000 US-Dollar. Plastinin und Dubinin luden David Iakobachvili ein und mieteten zusammen mit anderen Partnern eine Saftabfüllanlage in der Molkerei Lianozovsky. Der erste Name für die Säfte war der Name des Unternehmens selbst: Das Wort „Wimm Bill Dann“ wurde in Anlehnung an das englische „Wimbledon“ geprägt. Das Unternehmen war einer der ersten russischen Hersteller von Fruchtsäften unter der Marke „J7“.
Als Reaktion auf den Rückgang der Milchviehbestände in Russland gab das Unternehmen 1999 7 Mio. US-Dollar aus, um die Melk- und Kühlanlagen seiner Zulieferer zu modernisieren.
Im Jahr 2002 wurde das Unternehmen an der New Yorker Börse notiert.
Im Jahr 2003 erwarb Wimm-Bill-Dann eine Fabrik, die das Mineralwasser Essentuki herstellte. Das Unternehmen hat das „Essentuki-17“, „Essentuki-4“ und andere Mineralwassermarken hergestellt, bis es 2018 das Werk an die Aktiengesellschaft „Holding-Aqua“ verkaufte.
Etwa im selben Jahr erwog Danone eine Übernahme von Wimm-Bill-Dann.[8] Danone war zeitweise mit 18 % an dem Unternehmen beteiligt und verkaufte es im Oktober 2010.

### PepsiCo
Am 2. Dezember 2010 einigte sich PepsiCo auf den Kauf von Wimm-Bill-Dann. In der ersten Phase kaufte PepsiCo 66 % von Wimm-Bill-Dann für 3,8 Mrd. USD. Der Kauf war eine der größten ausländischen Investitionen in Russland außerhalb der Energiewirtschaft. Nach der Übernahme wurden die Aktien des Unternehmens 2011 von der New Yorker Börse genommen. Die Übernahme wurde in mehreren Schritten vollständig (100 %) bis Dezember 2011 durch eine mehrstufige Übernahme von Gründungsaktionären, Management und Streubesitz abgeschlossen. Die Übernahme war die zweitgrößte in der Geschichte von PepsiCo (nach der früheren Übernahme von Quaker Oats).
Monate nach der Übernahme des Unternehmens wurde PepsiCo von einem anonymen Hinweisgeber auf mögliche Unregelmäßigkeiten in der Rechnungslegung aufmerksam gemacht. PepsiCo beauftragte die Anwaltskanzlei Gibson, Dunn & Crutcher mit einer Untersuchung von Wimm Bill Dann, die weitreichende Compliance-Probleme, einschließlich möglicher Verstöße gegen den Foreign Corrupt Practices Act, aufdeckte. Die Chefsyndikusanwältin von PepsiCo, Maura Smith, gab ein Memo in Auftrag, in dem sie das europäische Management und die Compliance-Berichtssysteme von PepsiCo dafür verantwortlich machte, dass diese Unregelmäßigkeiten übersehen worden waren, doch ihr Arbeitsverhältnis endete aus nicht genannten Gründen, bevor das Memo fertiggestellt wurde. Nach diesen Ereignissen leitete die Börsenaufsichtsbehörde (Securities and Exchange Commission) eine Untersuchung darüber ein, ob Smith als Vergeltungsmaßnahme für ihr Handeln entlassen wurde.